# Virtus Pallacanestro Bologna 2005-2006
Questa voce raccoglie le informazioni riguardanti la Virtus Pallacanestro Bologna nelle competizioni ufficiali della stagione 2005-2006.

## Stagione
La stagione 2005-2006 della Virtus Pallacanestro Bologna sponsorizzata VidiVici è la 68ª nel massimo campionato italiano di pallacanestro, la Serie A.

## Roster
Aggiornato al 21 dicembre 2021
| VidiVici Virtus Bologna 2005-2006 | VidiVici Virtus Bologna 2005-2006 |
| Giocatori                         | Staff tecnico                     |
| --------------------------------- | --------------------------------- |

| N. | Naz.                                               | Ruolo | Nome                 | Anno | Alt.   | Peso   |  |
| -- | -------------------------------------------------- | ----- | -------------------- | ---- | ------ | ------ |  |
| 6  | Rep. Dominicana (bandiera) · Italia (bandiera)     | G     | Óscar Gugliotta      | 1982 | 193 cm | 85 kg  |  |
| 7  | Stati Uniti (bandiera) · Irlanda (bandiera)        | C     | Ken Lacey            | 1978 | 208 cm | 108 kg |  |
| 8  | Canada (bandiera)                                  | G     | Carl English         | 1981 | 196 cm | 93 kg  |  |
| 9  | Danimarca (bandiera)                               | A     | Christian Drejer     | 1982 | 205 cm | 102 kg |  |
| 11 | Spagna (bandiera)                                  | PG    | Nacho Rodilla        | 1974 | 192 cm | 87 kg  |  |
| 11 | Stati Uniti (bandiera)                             | PG    | Jeremy Veal          | 1976 | 192 cm | 84 kg  |  |
| 12 | Slovenia (bandiera)                                | AG    | Marko Milič          | 1977 | 200 cm | 110 kg |  |
| 13 | Stati Uniti (bandiera)                             | A     | David Bluthenthal    | 1980 | 201 cm | 105 kg |  |
| 13 | Grecia (bandiera)                                  | A     | Sōtīrīs Gkioulekas   | 1979 | 202 cm | 102 kg |  |
| 14 | Serbia e Montenegro (bandiera) · Grecia (bandiera) | GA    | Dušan Vukčević       | 1975 | 201 cm | 88 kg  |  |
| 15 | Stati Uniti (bandiera)                             | C     | Kris Lang            | 1979 | 211 cm | 112 kg |  |
| 16 | Italia (bandiera)                                  | P     | Fabio Di Bella       | 1978 | 186 cm | 83 kg  |  |
| 19 | Argentina (bandiera) · Italia (bandiera)           | A     | Andrés Pelussi (C)   | 1977 | 199 cm | 108 kg |  |
| 20 | Italia (bandiera)                                  | P     | Simone Bonfiglio     | 1988 | 178 cm | 70 kg  |  |
| 20 | Croazia (bandiera)                                 | P     | Vedran Morović       | 1983 | 183 cm | 82 kg  |  |
| -  | Italia (bandiera)                                  | C     | Paolo Barlera (IN)   | 1982 | 216 cm | 114 kg |  |
| -  | Italia (bandiera)                                  | P     | Daniele Parente (IN) | 1978 | 190 cm | 85 kg  |  |
| -  | Italia (bandiera)                                  | G     | Valentino Ballestri  | 1990 | 183 cm |        |  |
| -  | Italia (bandiera)                                  | A     | Federico Barilli     | 1990 | 195 cm |        |  |
| -  | Italia (bandiera)                                  | AG    | Andrea Binelli       | 1991 | 199 cm |        |  |
| -  | Italia (bandiera)                                  | G     | Massimiliano Bosio   | 1989 | 194 cm | 73 kg  |  |
| -  | Italia (bandiera)                                  | G     | Nicolò Codeluppi     | 1989 | 196 cm |        |  |
| -  | Italia (bandiera)                                  | G     | Pierluigi Lucchini   | 1988 | 186 cm |        |  |
| -  | Italia (bandiera)                                  | C     | Riccardo Malagoli    | 1988 | 207 cm | 102 kg |  |
| -  | Italia (bandiera)                                  | A     | Stefano Masciadri    | 1989 | 200 cm | 93 kg  |  |
| -  | Italia (bandiera)                                  | G     | Nicola Mazzanti      | 1990 | 180 cm |        |  |
| -  | Italia (bandiera)                                  | G     | Riccardo Moraschini  | 1991 | 194 cm | 85 kg  |  |
| -  | Italia (bandiera)                                  | G     | Matteo Negri         | 1991 | 194 cm | 83 kg  |  |
| -  | Italia (bandiera)                                  | AG    | Michele Novi         | 1989 | 206 cm | 97 kg  |  |
| -  | Italia (bandiera)                                  | G     | Matteo Pasquali      | 1990 | 192 cm |        |  |
| -  | Italia (bandiera)                                  | AP    | Riccardo Pederzini   | 1989 | 197 cm | 87 kg  |  |
| -  | Italia (bandiera)                                  | P     | Andrea Piccinini     | 1990 | 175 cm |        |  |
| -  | Italia (bandiera)                                  | C     | Francesco Quaglia    | 1988 | 207 cm | 95 kg  |  |
| -  | Italia (bandiera)                                  | A     | Giuliano Ramini      | 1989 | 194 cm |        |  |
| -  | Italia (bandiera)                                  | AP    | Gianmarco Rubbini    | 1989 | 190 cm |        |  |
| -  | Italia (bandiera)                                  | G     | Enrico Sarti         | 1991 | 179 cm |        |  |
| -  | Italia (bandiera)                                  | GA    | Riccardo Sorghini    | 1991 | 190 cm |        |  |
| -  | Serbia e Montenegro (bandiera) · Italia (bandiera) | P     | Stevan Stojkov       | 1989 | 182 cm | 74 kg  |  |
| -  | Italia (bandiera)                                  | P     | Claudio Tommasini    | 1991 | 197 cm | 88 kg  |  |
| -  | Italia (bandiera)                                  | G     | Michele Vitali       | 1991 | 196 cm | 80 kg  |  |

| Allenatore                                            |
| - Zare Markovski                                      |
| Assistente/i                                          |
| - Nessuno Legenda - (C) Capitano - Infortunato Roster |

## Mercato

### Sessione estiva
| Acquisti | Acquisti          | Acquisti          | Acquisti      | Acquisti |
| R.a      | Nome              | da                | Modalità      |          |
| -------- | ----------------- | ----------------- | ------------- | -------- |
| A        | David Bluthenthal | Pall. Treviso     | definitivo    |          |
| G        | Carl English      | Florida Flame     | definitivo    |          |
| P        | Fabio Di Bella    | Pall. Biella      | definitivo    |          |
| C        | Ken Lacey         | Pall. Reggiana    | definitivo    |          |
| A        | Christian Drejer  | Barcellona        | definitivo    |          |
| G        | Óscar Gugliotta   | Triboldi          | definitivo    |          |
| AG       | Marko Milič       | V.L. Pesaro       | definitivo    |          |
| PG       | Nacho Rodilla     | Scandone Avellino | definitivo    |          |
| C        | Kris Lang         | Málaga            | definitivo    |          |
| C        | Mirza Begić       | Union Hutoise     | fine prestito |          |

| Cessioni | Cessioni             | Cessioni          | Cessioni       | Cessioni |
| R.       | Nome                 | a                 | Modalità       |          |
| -------- | -------------------- | ----------------- | -------------- | -------- |
| P        | Corey Brewer         | Aris Salonicco    | fine contratto |          |
| AP       | Matteo Maestrello    | B.C. Ferrara      | fine contratto |          |
| AC       | Bennett Davison      | Cibona Zagabria   | fine contratto |          |
| C        | Roberto Casoli       | Pall. Roseto      | fine contratto |          |
| AG       | Simone Flamini       | Scafati Basket    | fine contratto |          |
| C        | Samuele Podestà      | V.L. Pesaro       | fine contratto |          |
| P        | Willie Deane         | Spartak Primor'e  | fine contratto |          |
| GA       | Leopoldo Ruiz Moreno | River Plate       | fine contratto |          |
| AP       | Mario Boni           | RB Montecatini    | fine contratto |          |
| G        | A.J. Guyton          | Free agent        | fine contratto |          |
| PG       | Anthony Giovacchini  | Viola R. Calabria | fine contratto |          |
| C        | Mirza Begić          | Free agent        | rescissione    |          |

### Dopo l'inizio della stagione
| Acquisti | Acquisti           | Acquisti         | Acquisti         | Acquisti   |
| R.       | Nome               | da               | Data             | Modalità   |
| -------- | ------------------ | ---------------- | ---------------- | ---------- |
| GA       | Dušan Vukčević     | Olimpia Milano   | 26 gennaio 2006  | definitivo |
| P        | Vedran Morović     | Olimpija Lubiana | 24 febbraio 2006 | definitivo |
| PG       | Jeremy Veal        | Ramat HaSharon   | 28 aprile 2006   | definitivo |
| AG       | Sōtīrīs Gkioulekas | Norimberga       | 5 maggio 2006    | definitivo |

| Cessioni | Cessioni        | Cessioni    | Cessioni      | Cessioni    |
| R.       | Nome            | a           | Data          | Modalità    |
| -------- | --------------- | ----------- | ------------- | ----------- |
| P        | Daniele Parente | V.L. Pesaro | 4 marzo 2006  | rescissione |
| PG       | Nacho Rodilla   |             | 15 marzo 2006 | ritirato    |

## Risultati
- Serie A:
  - stagione regolare:  9ª classificata su 18 squadre (19-15)
  - playoff: non ammessa